# Dżyrarrat (Armawir)
Dżrarrat – wieś w Armenii, w prowincji Armawir. W 2011 roku liczyła 2981 mieszkańców.